# Тернувате (Кам'янський район)
Тернува́те — село в Україні, Кам'янському районі Дніпропетровської області. Входить до складу Саксаганської сільської громади. Колишній орган місцевого самоврядування — Саївська сільська рада. Населення — 120 мешканців.

## Населення

### Мова
Розподіл населення за рідною мовою за даними перепису 2001 року:
| Мова       | Відсоток |
| ---------- | -------- |
| українська | 90,83%   |
| білоруська | 4,17%    |
| молдовська | 2,5%     |
| російська  | 1,67%    |

## Географія
Село Тернувате знаходиться на березі річки Саксагань, вище за течією примикає село Долинське, нижче за течією на відстані 0,5 км розташоване село Саївка. Поруч проходять автомобільні дороги М04 (E50) та Т 0415.

## Інтернет-посилання
- Погода в селі Тернувате

1. ↑  Рідні мови в об'єднаних територіальних громадах України — Український центр суспільних даних